# Cyclargus woodruffi
Cyclargus woodruffi är en fjärilsart som beskrevs av Comstock och Huntington 1943. Cyclargus woodruffi ingår i släktet Cyclargus och familjen juvelvingar. Inga underarter finns listade i Catalogue of Life.